# 山本光雄
山本 光雄（やまもと みつお、1905年 ‐ 1981年）は、古代哲学研究者、東京都立大学名誉教授。
福岡県生まれ。東京帝国大学文学部哲学科卒業。1967年まで東京都立大学教授。

## 著書
- ギリシヤの哲学者 築土書店 1947
- 哲学者の笑ひ 角川新書 1951、角川選書 1971
- ソクラテスの死 角川新書 1956、角川文庫 1967
- プラトン 勁草書房 (思想学説全書)  1959
- 哲学者の憂い 哲学夜話 角川新書 1963
- アリストテレス 自然学・政治学 岩波新書 1977.8
- ギリシア・ローマ哲学者物語 角川選書 1979.10、講談社学術文庫 2003
- 愛知と政治 哲学論集 山本貞子 1987.4  (私家判）

## 翻訳
- ユーベルヴェーク 大哲学史 第1篇 古代編 上巻　春秋社 1932
- エウチュデモス-争論に就いて 論駁的対話篇 プラトン 近藤書店 1942
- アイソーポス寓話集 岩波文庫、1942、改版「イソップ寓話集」1974
- プラトン書簡集 近藤書店 1944、角川文庫 1970、復刊1990
- 法律 第1・2巻 プラトン 近藤書店 1946-49
- ローマ字イソップ物語　清水栄一共著 北信書房 1948
- 政治学 アリストテレス全集 第15巻 河出書房 1951、岩波文庫 1961
- 饗宴-恋について プラトン 角川文庫 1952、再改版・角川ソフィア文庫 2012
- ソクラテスの弁明 エウチュプロン クリトン プラトン 角川文庫 1954、再改版1988
- 国家 プラトン　河出書房 1955（世界大思想全集）
- 初期ギリシア哲学者断片集 岩波書店 1958
- リユシス　プラトン 筑摩書房 1963（世界人生論全集）
- 古哲学者の群像-プラトン他 ラエルチオス  角川書店 1966 （世界の人間像）
- ギリシアの知恵 古代名言集 北嶋美雪共編訳 社会思想社 1966 (現代教養文庫)
- 霊魂論 アリストテレス全集 第6巻 岩波書店 1968
- 弁論術 アリストテレス全集 第16巻 岩波書店 1968
- カテゴリー論 命題論 アリストテレス全集 第1巻 岩波書店 1971
- 第一アルキビアデス プラトン全集 4 角川書店 1973
- パルメニデス プラトン全集 2 角川書店 1974
- プロタゴラス プラトン全集 5 角川書店 1974
- ヒッピアス　(大)、メネクセノス プラトン全集 6 角川書店 1974
- アリストテレスの哲学 D.J.アラン 以文社 1979.12
- 後期ギリシア哲学者資料集 戸塚七郎共編訳 岩波書店 1985.5

## 参考
- 山本光雄教授略歴・主要著訳書及び論文 「人文学報」1968-12